# رأس منيف

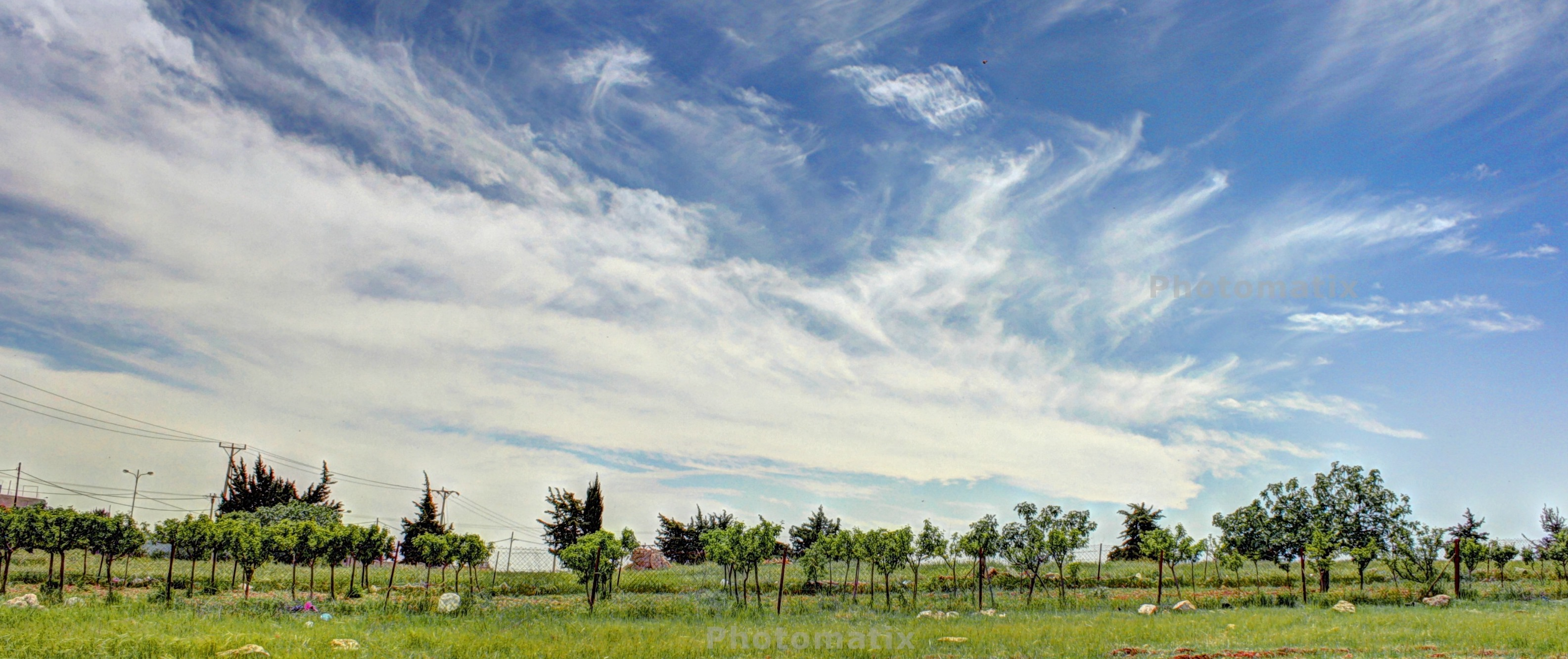
رأس منيف في عجلون

رأس منيف قرية صغيرة تابعة لمحافظة عجلون شمال الأردن، تقبع على أعلى السفح الغربي لجبل رأس منيف الذي يصل ارتفاعه لقرابة 1180 متر وهي بذلك أعلى نقطة في جبال عجلون بعد منطقة القاعدة، ومنه جاء اسمها. وهي على يسار السائر من عجلون باتجاه إربد على الطريق السريع على مقربة من قرية سامتا وبجانب قرية صخرة.

## الطقس
بارد جداً في الشتاء حيث تتساقط الأمطار والثلوج بغزارة في فصل الشتاء وتصل أحياناً درجات الحرارة 15- فما دون لذلك تعتبر والقاعدة أبرد منطقة في جبل عجلون ,وهي من أكثر المناطق في الأردن وفي جبل عجلون تشهد تراكم الثلوج حيث تصل لسماكات خيالية تصل لأكثر من مترين ،ولكن الطقس معتدل لطيف في الصيف مع الضباب والرذاذ في بعض الأحيان. وتعتبر منطقة عجلون كلها مصيف لاعتدال طقسها وجمال طبيعتها.

## السكان
يبلغ عدد سكانها نحو 1500 نسمة من عشيرة القضاة ويعود قلة عدد سكانها وهجرتهم منها إلى طقسها الشديد البرودة كما سلف، وتشتهر بكثرة غاباتها وأشجارها، وفيها تكثر زراعة العنب والتين والتفاح وغيرها من أشجار الفاكهة، ويعمل أكثر رجالها وشبابها في الوظائف الحكومية والعسكرية.كما تشتهر بكثرة الآبار والكهوف والمواقع الأثرية القديمة التي تدل على أنها كانت مأهولة بالسكان منذ مئات السنين. علماُ بأن القرية كانت أرضاً زراعية خالية من السكان الدائمين، ثم بدأ أصحاب الأرض من عجلون وقراها يتوافدون إلى هذه القرية ويزرعون أرضهم، ثم استقروا فيها وبذلك نشأت القرية وتوسعت.
وقرية رأس منيف مطلة على العديد من المناطق حيث يمكن رؤية جميع المناطق حولها بنصف قطر 130 كم مثل منطقة بيسان وما حولها من المناطق الفلسطينية.